# Дурасовська сільська рада
Дура́совська сільська рада (рос. Дурасовский сельский совет) — муніципальне утворення у складі Чишминського району Башкортостану, Росія. Адміністративний центр — село Дурасово.

## Населення
Населення — 1090 осіб (2019, 1208 у 2010, 1293 у 2002).

## Склад
До складу поселення входять такі населені пункти:
| Населений пункт         | Населення, осіб (2002) | Населення, осіб (2010) |
| ----------------------- | ---------------------- | ---------------------- |
| Альбеєво, присілок      | 217                    | 198                    |
| Біккулово, присілок     | 124                    | 120                    |
| Булякбашево, присілок   | 182                    | 161                    |
| Дім, присілок           | 34                     | 32                     |
| Дурасово, село          | 417                    | 368                    |
| Нові Ябалакли, присілок | 57                     | 66                     |
| Пенза, присілок         | 133                    | 133                    |
| Чукракли, село          | 126                    | 130                    |